# Alnmouth
Alnmouth är en by och en civil parish i Northumberland i England. Orten har 445 invånare (2011).